# Zamek Duffus
Zamek Duffus – normański zamek typu motte-and-bailey położony w pobliżu miasta Elgin w regionie Moray w północno-wschodniej Szkocji. Zamek jest jednym z najlepiej zachowanych przykładów tego typu budowli w Szkocji i znajduje się pod opieką państwa jako ważny zabytek historyczny.

## Historia
Zamek Duffus został założony około 1150 roku przez Freskina, flamandzkiego osadnika, który otrzymał ziemie w regionie Moray od króla Dawida I Szkockiego. Pierwotnie był to drewniany zamek zbudowany na kopcu ziemnym (tzw. motte), co było charakterystyczne dla normańskich zamków budowanych w XI i XII wieku.
Była to również pierwsza siedziba rodziny de Moravia (Moray), od której wywodzą się znane szkockie rody, takie jak Atholl i Sutherland.
Początkowa drewniana konstrukcja zamku na kopcu została zastąpiona budowlą kamienną w XIV wieku. Na szczycie kopca wzniesiono masywną kamienną wieżę, jednak z czasem zamek zaczął ulegać osiadaniu, co spowodowało pęknięcia w strukturze wieży. W XV wieku dziedziniec zamkowy (bailey) został przebudowany, a na jego terenie powstały nowe budynki mieszkalne i gospodarcze.
Zamek pełnił funkcję rezydencji i fortecy przez ponad 500 lat, będąc świadkiem wielu zmian politycznych i społecznych na przestrzeni wieków.

## Architektura
Zamek Duffus jest klasycznym przykładem zamku typu motte-and-bailey. Jednym z charakterystycznych elementów zamku jest jego pochyła wieża, która częściowo osunęła się z powodu niestabilności gruntu.

## Stan obecny
Obecnie zamek Duffus jest dobrze zachowanym przykładem średniowiecznej architektury obronnej, pomimo zniszczeń i upływu czasu. Ruiny zamku są otwarte dla zwiedzających, którzy mogą podziwiać pozostałości wieży, dziedzińca oraz fosy. Zamek stanowi ważny punkt turystyczny w regionie Moray.